# Pallenopsis gurjanovi
Pallenopsis gurjanovi är en havsspindelart som beskrevs av Pushkin, A.F. 1993. Pallenopsis gurjanovi ingår i släktet Pallenopsis och familjen Phoxichilidiidae.
Artens utbredningsområde är Södra Ishavet. Inga underarter finns listade i Catalogue of Life.